# Aartsbisdom Nagasaki
Het Aartsbisdom Nagasaki (Latijn: Archidioecesis Nagasakiensis, Japans: カトリック長崎大司教区, katorikku Nagasaki daishikyōku) is een in Japan gelegen rooms-katholiek aartsbisdom met zetel in de stad Nagasaki. De aartsbisschop van Nagasaki is metropoliet van de kerkprovincie Nagasaki waartoe ook de volgende suffragane bisdommen behoren:
- Bisdom Fukuoka
- Bisdom Kagoshima
- Bisdom Naha
- Bisdom Oita

De kerkprovincie beslaat de regio Kyushu en de Riukiu-eilanden. Het aartsbisdom Nagasaki beslaat hetzelfde gebied als de prefectuur Nagasaki.

## Geschiedenis
Nagasaki was een centrum voor katholieken in de 16e eeuw door het missiewerk van de jezuïeten, waaronder Franciscus Xaverius. Op 22 mei 1887 richtte paus Leo XIII uit delen van het apostolisch vicariaat Japan het vicariaat Zuid-Japan op. Op 20 maart 1888 werden delen van Zuid-Japan afgestaan voor de stichting van het vicariaat Centraal-Japan. Op 15 juni 1891 werd Zuid-Japan met de apostolische constitutie Non maius Nobis verheven tot bisdom met de naam Nagasaki. Het werd suffragaan gesteld aan het aartsbisdom Tokio. Op 18 maart 1927 werd een gedeelte van het grondgebied afgestaan voor de oprichting van de apostolische prefectuur Kagoshima. Dit gebeurde 16 juli 1927 nogmaals voor de oprichting van het bisdom Fukuoka. Op 4 mei 1959 werd Nagasaki door paus Johannes XXIII met de apostolischen constitutie Qui cotidie verheven tot aartsbisdom.

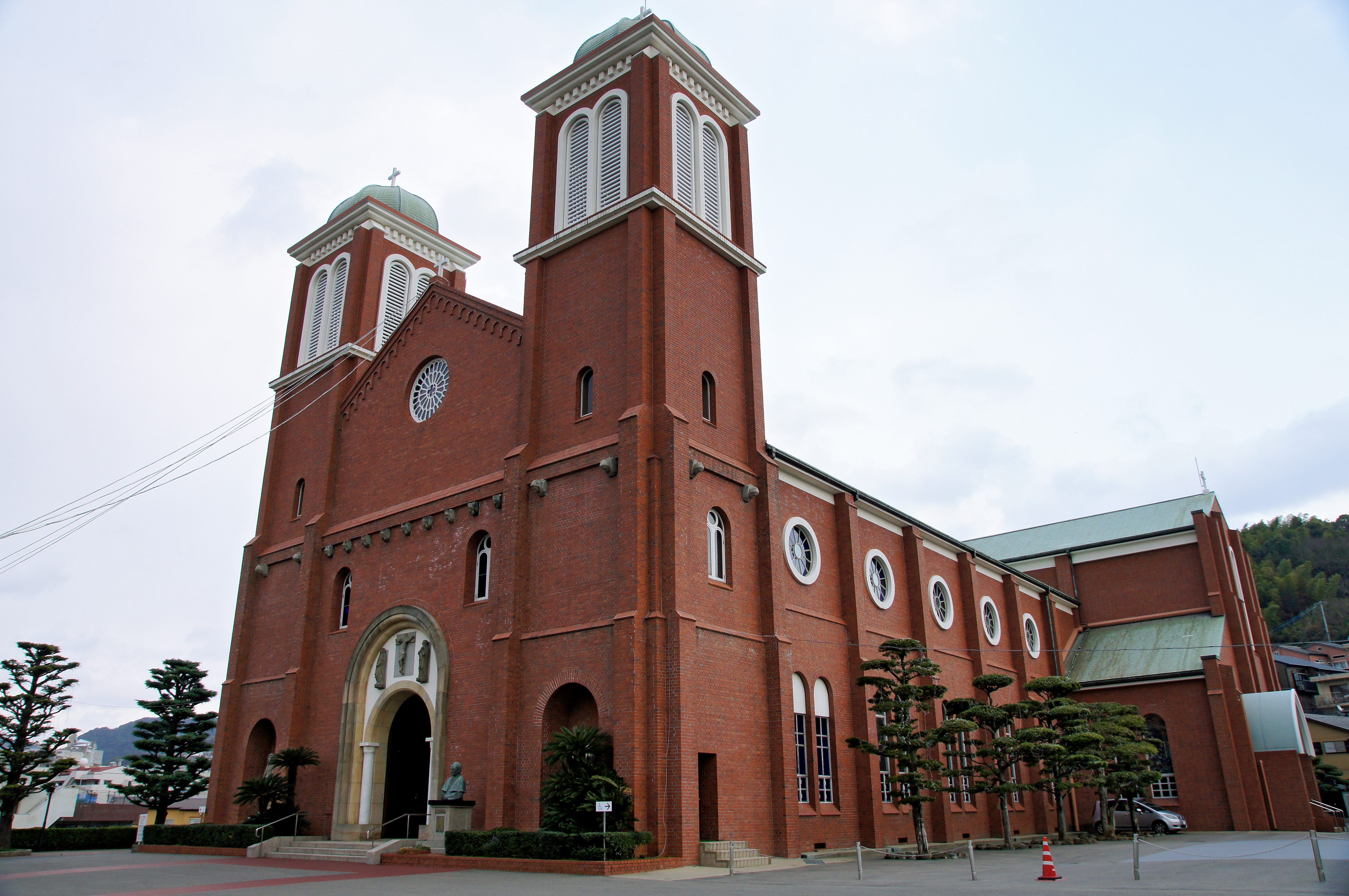
Urakami-kathedraal van Nagasaki

## Bisschoppen van Nagasaki

### Apostolisch vicaris van Zuid-Japan
- 1876–1884: Bernard-Thadée Petitjean MEP
- 1885–1891: Jules-Alphonse Cousin MEP

### Bisschop van Nagasaki
- 1891–1911: Jules-Alphonse Cousin MEP
- 1912–1926: Jean-Claude Combaz MEP
- 1927–1937: Januarius Kyunosuke Hayasaka
- 1937–1959: Paul Aijiro Yamaguchi

### Aartsbisschop van Nagasaki
- 1959–1968: Paul Aijiro Yamaguchi
- 1968–1990: Joseph Asjiro kardinaal Satowaki
- 1990–2002: Francis Xavier Kaname Shimamoto IdP
- sinds 2003: Joseph Mitsuaki Takami PSS